# فاضل المرسومي
فاضل عبدالحسين المرسومي (1967- 7 كانون الأول 2023) رجل دين شيعي وسياسي عراقي ومؤسس حزب الداعي الرباني.

## مسيرته
فاضل عبدالحسين محمد يونس المرسومي ويُلقب نفسه بـ"الإمام الرباني"، يتزعم حركة تتبنى التوطئة لظهور الإمام المهدي المنتظر. بدأت الحركة في أوائل تسعينيات حين توجه إلى النجف للدراسة في الحوزة العلمية. حصل ذلك بعد تخرجه من قسم اللغة العربية بجامعة بغداد وتدرجه في مهنة التدريس بمحافظة ديالى التي ولد فيها عام 1967 لأسرة بسيطة تعمل في الزراعة.
في التسعينيات بقي في قريته ملتزماً بمسجد صغير بناه هو وأنصاره، لتجنب الاحتكاك مع نظام البعث، حتى سقوط النظام عام 2003، و حينها، بدأ بالإعلان عن دعوته الفكرية والسياسية بتأسيسه حزب الداعي الرباني عام 2008. وفي نفس العام ألقي القبض عليه مع مجموعة من أتباعه في قضاء الخالص بسبب عدم امتثالهم لأوامر التوقف قرب نقطة تفتيش.

## تأسيس حزب الداعي الرباني
أسس فاضل المرسومي، حزب الداعي الرباني عام 2008، شارك حزب الداعي في جميع الانتخابات البرلمانية دون تحقيق نتائج. وقبل اغتيال المرسومي، قرر الحزب المشاركة في انتخابات مجالس المحافظات 2023 بقائمة تحمل اسم "وطنيون"، ولها سبعة مرشحين في بغداد وديالى.

## اغتياله
في مساء يوم 7 كانون الأول 2023 وفي منطقة التاجيات، شارع ابن منظور مقابل مرور التاجيات، قام مسلحان يستقلان دراجة نارية بإطلاق النار على (فاضل عبدالحسين المرسومي) وهو يستقل سيارة نوع تاهو اسود اللون مما ادى لمقتله على الفور مع مرافقيه (سميع عبد الرسول خيري) و (عزالدين كامل حسن سلمان الزهيري). أثناء توجهه إلى مدينة الكاظمية.